# 陈灏 (1993年)
陈灏（1993年1月28日—），男，廣東省潮安縣人，中国足球运动员。现效力于河南建业，司职前锋。

## 俱乐部生涯
陈灏自幼加入鲁能泰山足球学校，2011年随山东鲁能泰山梯队以山东青年的名义参加2011年中国足球乙级联赛。他在2011赛季中出场14次打进6球，仅次于吴兴涵成为队内的第二射手。2012年，陈灏被新任主教练亨克·滕卡特提升到山东鲁能泰山征战2012年中国足球超级联赛的预备队名单。 但是他未能在山东鲁能泰山一线队得到正式比赛的机会，大部分时间都参加预备队联赛。2014年夏季，中超球队上海申鑫曾有意引进陈灏，但两家俱乐部未在租借或是转会的问题上达成一致。 陈灏在2014年中超联赛预备队联赛中射进16球，是预备队联赛的最佳射手。 2015年2月9日，上海申鑫宣布陈灏租借加盟球队。 2015年3月8日，他在2015赛季中超联赛首轮上海申鑫2比6不敌同城对手上海绿地申花的比赛第68分钟替补外援泽·埃杜阿尔多出场，终于上演中超联赛首秀。

## 国家队生涯
2008年6月，陈灏首次入选中国国少队。 他参加10月份在乌兹别克斯坦举行的2008年亚足联U16青年锦标赛，但最终中国U17国家队以1胜1平1负的成绩小组赛即遭淘汰。2010年6月，陈灏第一次进入中国国青队集训名单，以备战2010年亚足联U19青年锦标赛。 2011年，他先后跟随国青队参加俄罗斯格兰纳钦青年足球邀请赛、法国土伦杯和潍坊杯等足球邀请赛，并入选国青队参加当年10月底至11月初进行的2012年亞足聯U19青年錦標賽資格賽名单。他在第二场资格赛中国11比0击败新加坡U19国家队的比赛中射进1球，最终国青队以2胜1平1负的成绩晋级正选赛。

## 荣誉

### 俱乐部

#### 山东鲁能泰山
- 中国足协杯：2014